# Follow the Leader (album Eric B. & Rakim)
Follow the Leader – drugi album duetu Eric B. & Rakim. Ukazał się 25 lipca 1988 nakładem wytwórni Uni Records. Utwór "Lyrics of Fury" został sklasyfikowany na piątym miejscu na liście "Top 100 Rap Songs" serwisu About.com. Chris Rock umieścił album na 12. miejscu na swojej liście "Chris Rock's Top 25 Hip Hop Albums".

## Lista utworów
Opracowano na podstawie źródła.
| #  | Tytuł                     | Sample | Czas |
| -- | ------------------------- | --- | ---- |
| 1  | "Follow the Leader"       | - Bob James – "Nautilus" - Baby Huey – "Listen To Me" - Coke Escovedo – "I Wouldn't Change a Thing"                              | 5:36 |
| 2  | "Microphone Fiend"        | - The Average White Band – "Schoolboy Crush" - B-Side & Fab Five Freddy – "Change le Beat"                                       | 5:17 |
| 3  | "Lyrics of Fury"          | - James Brown – "Funky Drummer" - Funkadelic – "No Head, No Backstage Pass"                                                      | 4:15 |
| 4  | "Eric B. Never Scared"    | - Eagles – "Those Shoes" - Bob Marley & The Wailers – "Get Up, Stand Up"                                                         | 5:21 |
| 5  | "Just a Beat"             | - Jackie Robinson – "Pussyfooter"                                                                                                | 2:07 |
| 6  | "Put Your Hands Together" | - Mountain – "Long Red" - The Meters – "Handclapping Song" - Upp – "Give It To You" - Magic Disco Machine – "Scratchin"          | 5:15 |
| 7  | "To the Listeners"        | - The Headhunters – "God Make Me Funky"                                                                                          | 4:32 |
| 8  | "No Competition"          | - Manzels – "Space Funk" | 3:52 |
| 9  | "The R"                   | - The Blackbyrds – "Rock Creek Park" - Manzels – "Space Funk"                                                                    | 3:55 |
| 10 | "Musical Massacre"        | - Jimmy Castor Bunch – "It's Just Begun" - B-Side & Fab Five Freddy – "Change Le Beat" - Eric B. & Rakim – "I Know You Got Soul" | 4:29 |
| 11 | "Beats for the Listeners" | - The Headhunters – "God Make Me Funky"                                                                                          | 4:08 |

## Pozycje na listach
Album
| Lista (1988)           | Najwyższa pozycja |
| ---------------------- | ----------------- |
| Top R&B/Hip-Hop Albums | 7                 |
| Billboard 200          | 22                |

Single
| Rok  | Singel              | Najwyższa pozycja             | Najwyższa pozycja                  | Najwyższa pozycja     | Najwyższa pozycja |
| Rok  | Singel              | Dance Music/Club Play Singles | Hot Dance Music/Maxi-Singles Sales | Hot R&B/Hip-Hop Songs | Hot Rap Tracks    |
| ---- | ------------------- | ----------------------------- | ---------------------------------- | --------------------- | ----------------- |
| 1988 | "Follow the Leader" | 11                            | 5                                  | 16                    | —                 |
| 1989 | "The R"             | 28                            | 41                                 | 79                    | 14                |